# Módulo de Jacquet
Em matemática, o módulo de Jacquet J(V) de uma representação linear V de um grupo N é o espaço de co-invariantes de N; ou, em outras palavras, o maior quociente de V no qual N atua trivialmente, ou o zerésimo grupo de homologia H0(N,V).
O funtor Jacquet J é o funtor que leva V ao seu módulo Jacquet J (V).  O uso da frase "módulo Jacquet" muitas vezes implica que V é uma representação admissível de um grupo algébrico redutivo G sobre um campo local, e N é o radical unipotente de um subgrupo parabólico de G. No caso dos grupos p-ádico foram estudados por Hervé Jacquet.